# Предвыборные обещания
Предвыборные обещания (в англоязычном дискурсе употребляется термин англ. election promise или англ. campaign promise) — речевой штамп, закрепившийся за обозначением предвыборных заявлений кандидатов или представителей партий, лозунгов и пунктов программы, озвучиваемых в ходе кампании, содержащих определённые обещания по улучшению жизненных условий избирателей и по самому широкому кругу вопросов, наиболее актуальных для данной территории и целевого электората данного кандидата. Само понятие «предвыборного обещания» является предельно размытым, а обозначаемые им положения предвыборной программы и заявления относятся больше лишь к средствам предвыборной агитации, чем к юридически значимым нормам, обозначающим полноценную гражданско-правовую сделку (обмен голоса избирателя на обязательство кандидата выполнить достаточно конкретные действия — добиться конкретного результата или не допустить определенных последствий).

## Правовые механизмы контроля исполнения
Механизмом, позволяющим проконтролировать выполнение определённых обещаний, является императивный мандат в форме обязательных к выполнению наказов избирателей. Сейчас в большинстве стран мира императивный мандат отсутствует: декларируется, что депутат руководствуется только совестью и своими внутренними убеждениями, а процедура отзыва депутата отсутствует. Тем не менее, в России на региональном уровне используется практика сбора депутатских наказов, однако ответственность за их невыполнение в большинстве случаев не установлена. Следует отметить, что невозможность привлечь избранное лицо к ответственности (неприкосновенность депутата) за его действия или бездействия в рамках срока действия полномочий является одним из основных современных либеральных демократических стандартов, что усложняет введение механизма ответственности за неисполнение предвыборных обещаний.
На постсоветском пространстве выражение «предвыборные обещания» чаще употребляется в негативном контексте, в связи с их неисполнением. Периодически звучат призывы и предлагаются конкретные законодательные инициативы, предусматривающие даже введение ответственности за невыполнение предвыборных обещаний, а также попытки привлечь политических деятелей по нормам существующего на данный момент законодательства.

## Научные исследования
Согласно результатам исследования, опубликованным в 2017 году в журнале American Journal of Political Science, максимальный процент выполнения пунктов предвыборной программы был зафиксирован в 12 странах — это Австрия, Болгария, Германия, Великобритания, Ирландия, Испания, Италия, Канада, Нидерланды, Португалия, США и Швеция. Политические силы, добившиеся победы на выборах, и их представители, занявшие ключевые должности, намного более склонны реализовывать предвыборные обещания, данные своему электорату. В то же время партии, не добившиеся значительных успехов на выборах, к этому не склонны. Во многом на реализацию пунктов предвыборной программы влияет и политическая система страны: так, в странах, где у власти находится какая-то конкретная партия (Великобритания, Испания, Канада, Португалия, Швеция), процент выполняемых пунктов предвыборных программ намного выше, нежели у стран, в которых у власти находится коалиционное правительство (Австрия, Болгария, Германия, Ирландия, Италия и Нидерланды). США, по данным авторов исследования, в этом рейтинге находятся между странами с правящими партиями и странами с коалиционным правительством.
В США на выполнение предвыборных обещаний влияет политическая позиция той или иной партии. В частности, члены Конгресса США от демократов в ходе голосования принимают в среднем 74% от всех предложений, изложенных в их предвыборной программе или декларировавшихся в канун выборов, в то время как члены Конгресса от республиканцев принимают 89% от своих инициатив, излагавшихся во время предвыборных кампаний.

## Прецеденты

### США
- Во время президентской кампании 2000 года кандидат от республиканцев Джордж Буш-младший публично заявил, что в случае своей победы приложит все усилия, чтобы не допустить дальнейшие отправки американских войск за рубеж для выполнения «миссий по построению нации», поскольку это заведёт страну в тупик. Об этом обещании упомянули в 2004 году в эфире CBS News, когда уже шла Иракская война[5].
- Барак Обама в 2008 году в канун президентских выборов обещал закрыть тюрьму Гуантанамо на Кубе, однако за оба свои президентских срока так и не выполнил это обещание[6].

### Россия
Первый прецедент российского права по вопросу о неисполнимости предвыборных обещаний создан в рамках решения суда по Делу № 2-1405/2012 от 28 сентября 2012 г.: «… обещания Курнакова суд расценивает как подкуп избирателей…»